# Kriestorf (Aldersbach)
Kriestorf ist ein Gemeindeteil der Gemeinde Aldersbach im niederbayerischen Landkreis Passau.

## Lage
Kriestorf liegt am linken Ufer der Vils etwa drei Kilometer nordwestlich von Aldersbach zwischen Walchsing im Osten und Gergweis im Westen.

## Geschichte
Durch Funde einer ehemaligen Kultstätte in Kriestorf ist belegt, dass bereits in der Jungsteinzeit (ca. 4900 bis 4000 vor Chr.) Menschen hier siedelten. Gefunden wurden neben einer tönernen Kultfigur Teile von Menschenknochen, Steinäxten, Scherben von Tongefäßen und Reste einer Siedlung.
Der Name geht vermutlich auf Chrus, Grois oder Chries zurück und bedeutet grober Sand. Um 1140 wird mehrmals ein Eckehart de Chriestorf als Zeuge erwähnt. Um 1160 gab Hildebold de Griestorf sein Gut dem Kloster Aldersbach. 1157 kaufte Berthold de Gottinsdorf vom Ritter Ulrich de Rosa ein Gut und übereignete es demselben Kloster. 1159 gab der Edle Hartlieb von Winzer die Kirche von Chriestorf nebst dem anliegenden Gut und den Mühlen dem Kloster Osterhofen.
Die Hofmark Kriestorf gehörte später lange Zeit bis ins 19. Jahrhundert zur Herrschaft Haidenburg unter den Landgrafen von Leuchtenberg und den Closen von Haidenburg. Teile der Ortschaft waren im Besitz der Herren und später Grafen von Goder. Schon 1428 saß ein Gorig (Georg) Goder zu Chriestorf. Der letzte Graf Goder zu Kriestorf starb 1789 kinderlos. Danach kaufte das Kloster Aldersbach den Sitz und behielt ihn bis zur Säkularisation in Bayern.
1821 unterstand Kriestorf dem königlichen Landgericht und späterem Bezirksamt Vilshofen und zählte außer der Kirche 21 Häuser, wovon eines ein Bräuhaus, zwei Gasthäuser und eines eine Mühle war. Kriestorf gehörte zur Gemeinde Walchsing und kam im Zuge der Gebietsreform in Bayern 1972 zu Aldersbach.

## Baudenkmäler

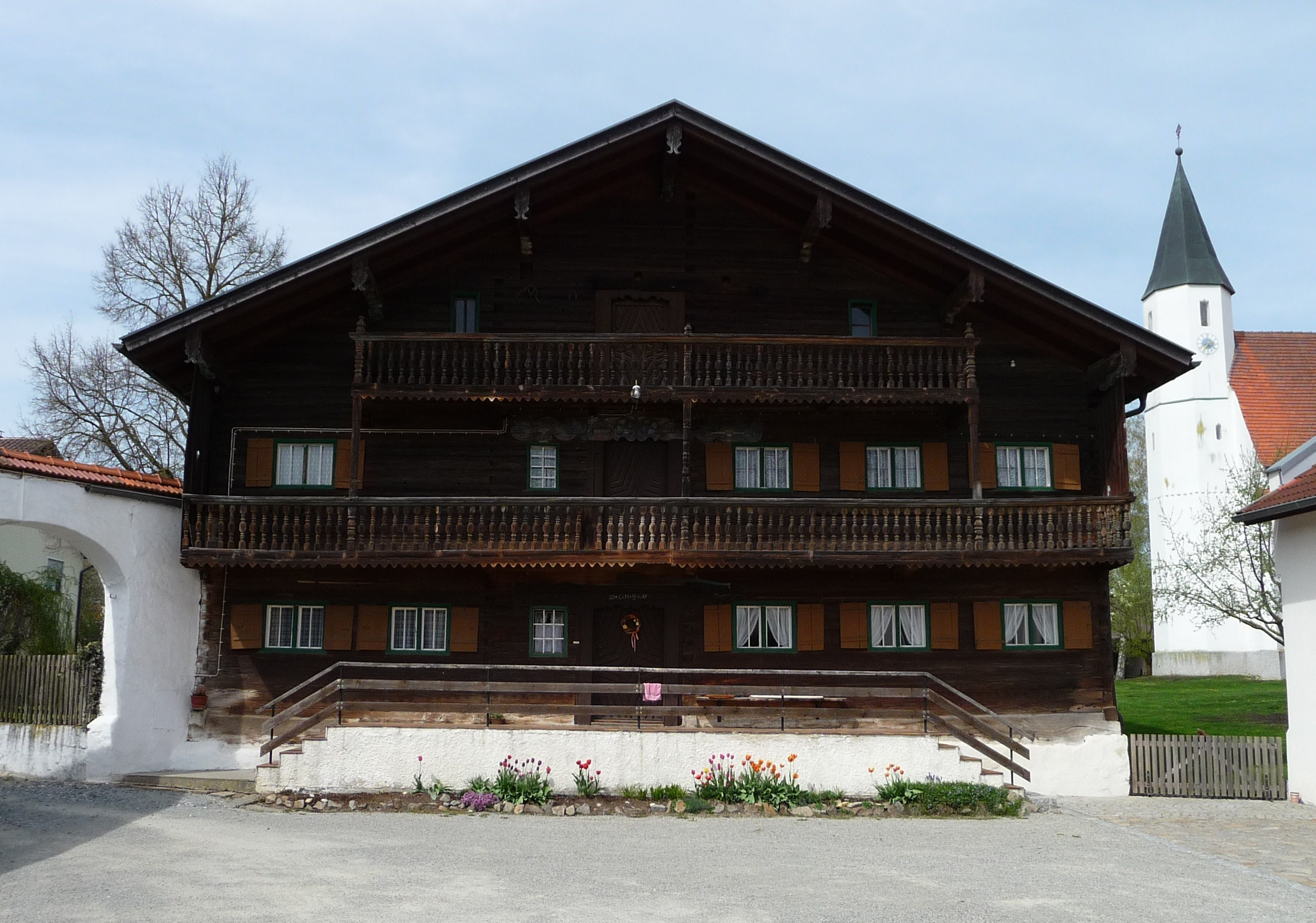
Der Goderhof in Kriestorf

In Kriestorf gibt es zehn Baudenkmale, darunter
- Die spätgotische Filialkirche St. Otmar der Pfarrei Walchsing wurde von 1512 bis 1515 erbaut. Stifter waren Michael Peer und die Brüder Christoph und Hans Goder. Die Kirche wurde am 27. Juni 1518 konsekriert. Der Flügelaltar zeigt erste Merkmale der Renaissance.
- Goderhof, gut erhaltener Vierseithof. Das Wohnhaus, ein offener Blockbau aus dem ersten Drittel des 19. Jahrhunderts, besitzt zwei Giebelschrote und einen „Taubenschrot“ über einem massiven Kellergeschoss.
- Das Mühlenwohnhaus von 1790 besitzt reiche Verzierungen.